# Tomoyasu Asaoka
Tomoyasu Asaoka (Tokio, 6 april 1962 - 6 oktober 2021) was een Japans voetballer die als middenvelder speelde.

## Clubcarrière
In 1981 ging Asaoka naar de University of Tsukuba, waar hij in het schoolteam voetbalde. Nadat hij in 1985 afstudeerde, ging Asaoka spelen voor Nippon Kokan. Asaoka veroverde er in 1987 de JSL Cup. Hij tekende in 1988 bij Yomiuri. Met deze club werd hij in 1990/91 kampioen van Japan. Asaoka beëindigde zijn spelersloopbaan in 1991.

## Japans voetbalelftal
Tomoyasu Asaoka debuteerde in 1987 in het Japans nationaal elftal en speelde acht interlands.
Asaoka is overleden op 6 oktober 2021, 59 jaar oud.

## Statistieken
| Japans voetbalelftal | Japans voetbalelftal | Japans voetbalelftal |
| Jaar                 | Wed.                 | Dlp.                 |
| -------------------- | -------------------- | -------------------- |
| 1987                 | 1                    | 0                    |
| 1988                 | 5                    | 0                    |
| 1989                 | 2                    | 0                    |
| Totaal               | 8                    | 0                    |